# Радченко Михайло Іванович
Михайло Іванович Радченко (14 грудня 1908 , Ма́рківка  — 20 березня 1975 , Гудермес, Чечено-Інгуська Автономна Радянська Соціалістична Республіка ) — почесний залізничник, Герой Соціалістичної Праці (1943).

## Біографія
Михайло Радченко народився 14 грудня 1908 року у селі Марківка (нині — селище). Рано залишився без батьків, працював батраком, пастухом. Пізніше переїхав до міста Георгієвськ Ставропольського краю, де працював на залізниці, був розсильним, учнем слюсаря, слюсарем, помічником машиніста, машиністом у депо станції «Гудермес» Орджонікідзевської залізниці. Активний учасник Кривоносівського руху.
У роки Німецько-радянської війни Радченко водив військові ешелони, состави із нафтою, евакуаційні поїзди. У серпні 1942 року він, незважаючи на масовані ворожі бомбардування і артобстріл, успішно пригнав у Гудермес склад із боєприпасами. Під час Сталінградської битви займався підвезенням цистерн із паливом до Волги, а під час радянського контрнаступу підвозив підкріплення та боєприпаси.
Указом Президії Верховної ради СРСР від 5 листопада 1943 року за «особливі заслуги в забезпеченні перевезень для фронту та народного господарства, видатні досягнення у відновленні залізничного господарства у важких умовах воєнного часу» Михайло Радченко був удостоєний високого звання Героя Соціалістичної Праці з врученням ордена Леніна та медалі «Серп і Молот».
Після закінчення війни Радченко продовжував працювати на залізниці. Із 1963 року — на пенсії. Проживав в Гудермесі.
Помер 20 березня 1975 року.